# Carlos Manuel de Céspedes Airport
Carlos Manuel de Céspedes Airport är en flygplats i Kuba.   Den ligger i provinsen Provincia Granma, i den sydöstra delen av landet, 700 km sydost om huvudstaden Havanna. Carlos Manuel de Céspedes Airport ligger 65 meter över havet.
Terrängen runt Carlos Manuel de Céspedes Airport är platt. Runt Carlos Manuel de Céspedes Airport är det ganska tätbefolkat, med 239 invånare per kvadratkilometer. Närmaste större samhälle är Bayamo, 3,2 km sydväst om Carlos Manuel de Céspedes Airport. Trakten runt Carlos Manuel de Céspedes Airport består till största delen av jordbruksmark.